# Вольное (Конотопский район)
Вольное (укр. Вільне) — село,
Сосновский сельский совет,
Конотопский район,
Сумская область,
Украина.
Код КОАТУУ — 5922087802. Население по переписи 2001 года составляло 16 человек.

## Географическое положение
Село Вольное находится на правом берегу ирригационного канала, соединяющего реки Куколка и Ромен.
На расстоянии в 2 км расположено село Сосновка.